# Albert Bonnier
Albert Bonnier  (Copenhague, 21 de octubre de 1820-Estocolmo, 26 de julio de 1900) fue un editor de libros y empresario sueco.

## Trayectoria
Albert Bonnier era hijo de Gerhard Bonnier, un comerciante judío, y su esposa Ester (de soltera Elkan). Gerhard Bonnier nació en Dresde en 1778 como Gutkind Hirschel y luego emigró a Copenhague. Allí cambió su nombre por el de Bonnier y fundó una editorial.
El hermano mayor de Bonnier, Adolf, estuvo desde 1827 en Gotemburgo como librero y se mudó dos años después a Estocolmo . Albert lo siguió y trabajó desde 1839 hasta 1865 con su hermano. Además, fundó en 1837 un Förlagsbyrå, desde 1858 como "Albert Bonniers Förlag AB firmierte". La editorial es hoy parte del medio resultante "Bonnier Group AB". Con fines de formación, viajó desde 1840 por un periodo de dos años a Leipzig, Viena y Pest.
Albert Bonnier estuvo casado desde 1854 con Betty Rubenson. Su hija Eva Bonnier era pintora. Su hijo Karl Otto también fue editor y dirigió desde 1914 la empresa del padre.
Bonnier editó y publicó el "Stockholms Figaro" entre 1844-1847, y "Sveriges Handelskalendar" que comenzó en 1859.